# Suore della Provvidenza (Troyes)
Le Suore della Provvidenza (in francese Sœurs de la Providence de Troyes; sigla J.M.J.) sono un istituto religioso femminile di diritto pontificio.

## Storia
La congregazione fu fondata a Pargues dal parroco del luogo, Nicolas Boigegrain, che compose per le suore una regola basata su quella dell'omonimo istituto di Portieux; fu approvata dal vescovo di Troyes il 2 luglio 1848.
Sorte per l'istruzione dei bambini poveri nelle campagne, dopo la promulgazione delle leggi anticongregazioniste in Francia dovettero chiudere le loro scuole e orientarsi verso le attività ospedaliere.
L'istituto ricevette il pontificio decreto di lode il 26 giugno 1870 e le sue costituzioni furono approvate definitivamente il 1º febbraio 1947.

## Attività e diffusione
Le suore si dedicano all'istruzione e all'educazione cristiana dei bambini e alla cura dei malati a domicilio.
La sede generalizia è a Troyes.
Alla fine del 2015 l'istituto contava 9 religiose in una casa.